# Cefalització

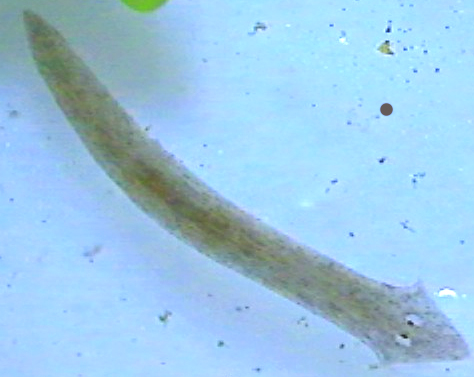
Cefalització incipient en una planària

La cefalització és la concentració del sistema nerviós central (òrgans sensorials) a la part anterior de l'animal, originant el cap, per guiar l'animal pel medi pel qual es mou. És exclusiva d'animals amb simetria bilateral (bilaterals) que, per tant, tenen un cos amb una marcada polaritat (diferenciació al llarg de l'eix antero-posterior).
El grau de cefalització és variable en els diferents embrancaments bilaterals, molts tenen un cap incipient (platihelmints, anèl·lids, nematodes, mol·luscs, etc.). El màxim grau de cefalització es dona en artròpodes (sobretot insectes) i vertebrats; en aquests animals, el cap estan netament diferenciada de la resta del cos i proveït d'òrgans sensorials molt eficients. Dins dels bilaterals, hi ha també grups sense cap (bivalves, briozous, equinoderms, etc.), essencialment aquells que són eminentment sèssils, i en què l'animal adult no caça l'aliment activament sinó que deixa que els corrents d'aigua el duguin fins a ell.
El fenomen contrari, la descefalització, s'ha observat en grups com els equinoderms, els briozous, els tunicats, els bivalves, els braquiòpodes i els crustacis. Això limita molt la seva capacitat de trobar aliment i fa que depenguin del flux d'aigua al seu voltant per obtenir nutrients.